# Véronique Le Berre
Pour les articles homonymes, voir Le Berre.
Véronique Le Berre est une chanteuse et comédienne française née au XXe siècle. 

## Biographie
Véronique Le Berre a suivi une formation classique au Conservatoire tout en fréquentant les clubs de jazz dans sa  Bretagne natale. Elle découvre sa vocation à la suite de la rencontre avec Christiane Legrand (chanteuse dans les Double Six et les Swingle Singers). Elle s'installe bientôt à Paris, enseigne le jazz vocal au CIM et multiplie les expériences : le théâtre (cours Florent), le chant polyphonique, l’improvisation, la bossa nova, la chanson française, les comédies musicales, la voix off etc..
Elle se consacre aussi à la composition, la réalisation et le mixage. Elle réalise notamment et interprète avec le guitariste brésilien Luiz de Aquino un conte musical pour les enfants, qui a donné lieu à un album spécifique et à un spectacle, Bahia de Bretagne. Cette réalisation s'est vu attribuer le prix Charles Cros en 2005, dans la catégorie Disques pour enfants.

## Albums

### En tant qu’interprète
- Rendez-vous à Saint-Germain-des-Prés avec Maurice Vander, Pierre Michelot et Daniel Humair.
- My one and only love, Standards de jazz avec Pierrick Hardy (guitare) et Olivier Ker Ourio (harmonica).

### En tant que réalisatrice et/ou compositrice
- Esquina do tempo de Luiz De Aquino.
- Les émeraudes du temps.
- Brazzilian beauty.
- Vocal flowers.
- Accordeon project.
- Sweet guitars.
- Acoustic guitar ballads.
- creative kids.
- Toupie.
- Au soleil de Noël.
- Les enfants du Brésil par Les Sambalélés.
- Bahia de Bretagne[2]  (grand prix de l'Académie Charles-Cros 2005, rubrique jeune public).
- Unis par De Aquino Project.
- L'arbre sans lumière, disque pour enfant en coréalisatrice.

## Spectacles musicaux
- En duo avec Christiane Legrand, Ah vous dirais-je Maman ! (Théâtre National de Chaillot, salle Gémier/ Théâtre du Renard, Paris).
- Avec Luiz De Aquino, spectacles jeune public : Bahia de Bretagne et Les guitares du Brésil dans toute la France.

## Théâtre
- Lysistrata d'Aristophane.
- L'ile aux délices, théâtre du pré perché.
- Demetria, création au Bourget avec Nicole Croisille.
- Croisière, théâtre du chemin de ronde.

## Spectacle-musique contemporaine
- Chorégraphie équestre, création à Saint-Brieuc.
- La peste d'Elliant.
- Le magasin des demoiselles.
- La chambre de veille, créations à Rennes.
- La ballade de la femme phoque, création à Paris.